# Yuba megyei fiúk
A Yuba megyei fiúk (angolul: Yuba County Five, magyarul: Yuba megyei öt) esete az Amerikai Egyesült Államok kriminalisztikájának egyik megoldatlan rejtélye. Az esetet nevezik az amerikai Gyatlov-rejtély-nek is.
1978. február 24-én, az esti órákban, a kaliforniai Yuba városából tűnt el rejtélyes módon 5, mentális problémákkal is küszködő fiatalkorú felnőtt: Jack Huett (24) Gary Mathias (25), Bill Sterling (29), Jack Madruga (30) és Ted Weiher (32). A rendőrség eleinte teljesen tehetetlen volt és a fiúk autóján kívül semmiféle használható nyomra nem bukkantak. Négy hónappal később a gépkocsi felfedezésétől alig 30 kilométerre megtalálták az öt eltűnt személy közül négynek a földi maradványait. Gary Mathias nem került elő azóta sem, az áldozatok közül pedig csak Ted Weiher esetében sikerült megállapítani a halál pontos okát.
A rendőrség még csak annyit sem tudott megállapítani az ügyben, vajon történt-e bűncselekmény?

## Előzmények

### Az eltűnt személyek
Az öt eltűnt személy Yuba városában és a közeli Marysville-ben lakott szüleiknél.

#### Gary Dale Mathias
Gary Mathias az 1970-es években katonáskodott Az Amerikai Egyesült Államok Hadseregében és szolgált Nyugat-Németországban a megszálló szövetséges erőknél. A seregben kábítószerfüggővé vált és skizofréniát is diagnosztizálták nála, ezért leszerelték, majd Yubába való visszatértét követően egy helyi kórházban kezelték. Betegsége miatt többször voltak rohamai és számtalan más probléma is adódott vele, pl. kétszer is összetűzésbe került a hatóságokkal testi sértés miatt. Végül egy veteránokat kezelő kórház pszichiátriai osztályára került, ahol jelentős javulás állt be az állapotában, bár folyamatosan gyógyszereket kellett szednie. Ennek ellenére az orvosai elégedettek voltak vele.
Mathiasnak a hadseregtől rokkantnyugdíjat is folyósítottak, amit a nevelőapja kertészetében végzett munkából származó keresetével egészített ki. Szabadidejében rehabilitációs központba járt, ahol összeismerkedett a négy másik férfival.

#### Jack Madruga
Madruga is korábban szolgált a hadseregben. Erős fizikumú volt és étteremben dolgozott. Az övé volt az az 1969-es Mercury Montego típusú autó is, amellyel a végzetes nap eltűntek. Madrugán kívül Mathias is rendelkezett vezetői engedéllyel.

#### Bill Sterling
Bill volt Madruga legjobb barátja, aki mélyen vallásos is volt. Gyakran időzött könyvtárban, ideje többi részében pedig kórházakban olvasott fel és pszichiátriai betegeknek oktatott hittant.

#### Theodore (Ted) Weiher
Weiher volt az öt közül a legidősebb, aki érzelmi fejlődésében megrekedt. Kisgyerekes viselkedésű, ugyanakkor roppant barátságos személy volt, aki gyakran integetett utcán idegeneknek. Ha azok nem viszonozták ezt, akkor órákig képes volt szomorkodni. Korábban karbantartó, majd pultos volt, de családja inkább visszatartotta a munkától, mert túl lassú volt.

#### Jack (Jackie) Huett
Huett egy nagyon magának való, önmaga árnyékaként élő személy volt, aki szinte Weiher védelme alatt élt. Huett fóbiásan félt a telefonoktól, ezért hívásait mindig Weiher intézte.

## Eltűnésük
Az öt férfi kapcsolatát szoros barátság jellemezte, amelynek összetartó szála a kosárlabdameccsek iránti szenvedélyük volt. Kedvenc csapatuk a UC Davis volt és ők maguk is kosaraztak a Gateway Gators csapatában, mivel az mentális betegeket karolt fel.
1978. február 24-én este az öt férfi elindult Madruga kocsijával Yubából Chicóba, egy egyetemi rangadóra, ahol a következő nap a Gators is fellépett. Még megnézték a meccset, majd annak végeztével kis ennivalót vásároltak maguknak egy ottani üzletben. A pénztáros (akit bezárni készült és kissé bosszankodott a fiúk lassúságán) volt az egyedüli személy, aki utolsóként látta életben őket.
Ted Weiher édesanyja reggel ötkor vette észre, hogy fia még mindig nem tért haza. Felhívta, Juanita Sterlinget, Bill édesanyját, aki elmondta, hogy az ő fia sincs még otthon. Rövidesen nyilvánvalóvá vált, hogy egyikőjükről sincs hír, ami annál inkább is aggasztó volt a szülők számára, mivel korábban egyikőjük sem maradt ki egész éjszakára. A rendőrséget február 25-én este nyolckor értesítették.
A nyomozást Yuba és Butte megye hatóságai közösen vezették. A rendőrség napokig nem bukkant megbízható nyomra, amely a fiúk hollétére engedhetett volna következtetni. Február 28-án végül vadőrök értesítették a hatóságot, hogy megtalálták Madruga Mercury Montegóját egy sáros földúton, egy erdős területen, 110 km-re Chicótól, az Oroville és Quincy közötti szakaszon. A vadőrök szerint a járművet már február 25-én is észlelték, de amíg nem értesültek a hírekből az öt férfi eltűnéséről, addig nem tulajdonítottak neki jelentőséget, mivel azt az utat gyakran használják a téli hétvégeken a pihenni vágyók.
A nyomok alapján a jármű elakadt, de az öt férfinak elég ereje lett volna kitolni. Az autón nem volt nyoma semmilyen sérülésnek, műszaki hibának és a benzintank is negyedrészt fel volt töltve, ami még elég is lett volna a hazaútra. Az indítókulcs hiányzott, tehát az utasok azt magukkal vitték. A kesztyűtartóban térképek, az ülésen étel becsomagolására használt papírok és kevés ételmaradék is volt.
A szülők úgy gondolták, Madruga nem hajthatott erre az útra, mivel magától a kempingezéstől is irtózott, a területet nem ismerte, ugyanakkor soha nem engedte volna meg, hogy más vezesse a kocsiját. A többiek szintén nem szerettek a természetben járni, még csak horgászni sem, ezért is volt megmagyarázhatatlan mit kerestek a fiúk ezen a területen.

### A nyomozás elakad
A kutatást a továbbiakban nem tudták folytatni a kitört hóvihar miatt. Az eltűnt fiúk szülei ekkor nyomravezetői jutalmat ajánlottak fel annak, aki bármilyen információval tud szolgálni az eltűntekről. Ennek hatására számtalan hívás érkezett, de mindegyik hamisnak vagy tévesnek bizonyult.
A nyomozást vezető Lance Ayers bármilyen szálon is próbált elindulni, folyamatosan zsákutcába jutott. Az erdei útról kiérve, mintegy ötven kilométerre fekvő Brownsville-ben egy bolti eladónő látni vélt négy személyt az öt közül, s állítása szerint egy platós teherautón utaztak. Az eladónő szerint Weiher és Madruga vásároltak nála boltban, míg Huett és Sterling telefonált egy közeli fülkéből. A hozzátartozók nem fogadták el ezt a beszámolót, ismerve Huett viszolygását a telefonoktól. Ha telefonálni kellett, akkor azt Weiher tette meg helyette, de ő az eladónő szerint Madrugával az üzletben tartózkodott.
Egy Joseph Shones nevű 55 éves férfi is előállt a maga történetével. Ő azt állította, hogy az eltűnésük idején maga is az említett földúton tartózkodott, ahol kisebb szívroham is érte (ezt az orvosok meg is tudták erősíteni). Később egy idegen jármű állt meg a közelben, s utasaitól a távolból kiáltozva segítséget próbált kérni, de azok mintha meg se hallották volna. Shones szerint a kocsiban férfiak ültek és egy nő, akinek a karjában egy csecsemőt is látott.
Az illetők, miután reagáltak Shones segélykérésére, rövidesen el is tűntek. Pár órával később Shones fényeket látott, amit ő elemlámpa fényének gondolt, de csakhamar azok is kialudtak. Végül útnak indult, elhaladt az üres Mercury Montego mellett, majd tizenhárom kilométer után elért egy kis italmérést, ahonnét hazavitték.
Shones történetét Ted Weiher anyja kizárta, mert szerinte fia, amilyen empatikus volt, mindenképp segített volna Shonesnak, ha ő segítséget kér.

## A holttestek megtalálása
Nyár elején néhány motoros táborozni akart a környező hegyekben, amikor június 4-én egy földúton haladva elértek egy tisztáshoz. A tisztáson felfedeztek egy elhagyott lakókocsit és közelebb érve bűz csapta meg az orrukat. A lakókocsiba lépve az egyik ágyon egy oszlásnak indult holttestet találtak. A vizsgálatok azonosították Ted Weihert, aki több pokróccal is be volt csavarva, a lábán pedig üszkösödésnek indult fagyási sérülések voltak. A férfi közel 8 vagy akár 13 hétig szenvedhetett a fagytól és az éhségtől, mielőtt meghalt.
A helyszínen kiterjedt keresés indult. Egy nappal később megtalálták Madrugát és Sterlinget. Madruga testét már félig megették az erdei vadállatok, Sterlingnek pedig csak a csontjai kerültek elő, melyek szétszóródva voltak egy kisebb területen. Nagyjából 18 km-re voltak a hátrahagyott Mercury Montegótól és az út két oldalán feküdtek maradványaik.
Ayers minden figyelmeztetése ellenére Jack Huett apja is részt vett a keresésben. Ő kétnappal később egy emberi gerincoszlopot talált nem messze a lakókocsitól, egy bokor tövében. Attól kilencven méterre, a hegyoldalban egy emberi koponya is előkerült. A törvényszéki fogorvosi vizsgálat a csontokat Jack Huett maradványaiként azonosította.
Egyedül Gary Mathias maradványai nem kerültek elő.

## Nyomok
A jelek alapján Weiher úgy juthatott be a lakókocsiba, hogy betörte az egyik üvegablakot és bemászott rajta. Az ágy melletti asztalon volt a nevével ellátott gyűrű, az arany nyaklánca és a tárcája, amiben még a pénz is ott volt. Volt továbbá a helyszínen egy arany karóra is, aminek hiányzott az üvege, de az nem képezte Weiher tulajdonát.
A lakókocsi harminckilométerre volt attól a helytől, ahol Madruga kocsiját felfedezték. Ezt a távot csak kétméteres hótorlaszon keresztül vágva, vékony ruházatban és a hold fényénél tehették csak meg.
A lakókocsiban több tucat üres konzervdobozt találtak, amit egy katonai konzervnyitóval nyithattak fel (ezt csak Mathias vagy Madruga tudta használni). A lakókocsi melletti fabódéban egy lezárt fémszekrényben további, még fel nem használt konzervek, szárazétel és egy gázpalack is volt, amivel fűteni is lehetett a lakókocsiban. Az élelmiszerkészletek akár egy évre is elegendők lettek volna, azonban azokhoz senki sem nyúlt. A helyszínen talált faanyaggal és papírokkal (könyvekkel) fűteni is lehetett volna, még gyufa is volt kéznél.
Weiher holtteste mellett ott volt Mathias tornacipője. A nyomozók úgy feltételezték, hogy Mathiasnak fagyási sérülés miatt megdagadt a lába, ezért elkérte Weiher nagyobb számú cipőjét, de ezt nem lehet bizonyítani.
Madruga, Sterling és Huett maradványai a lakókocsitól északkeletre kerültek elő. A másik, északnyugati irányban az út mellett találtak három vastag gyapjútakarót és két, kissé rozsdás elemes zseblámpát, de nem tudták megállapítani, hogy egyáltalán az eltűntekhez köthetők vagy sem. Az aranyóra is talán már jóval korábban ott volt a lakókocsiban.
Gary Mathias sorsáról csak feltételezések vannak. Személyleírását a hatóságok elküldték valamennyi kaliforniai pszichiátriai intézménynek és rendelőnek, mivel ha Mathias betegsége miatt okvetlenül gyógyszerhez akart jutni, akkor ezeket a helyeket kellett megkeresnie.

## Lehetséges magyarázatok
Az egyik elmélet szerint a fiúk spontán kitérőt akartak tenni Forbestownban, ahol Mathias néhány régi barátja élt, mert a város félúton fekszik Chico és Yuba között. Az öt férfi talán eltévesztette az irányt, rossz útra kanyarodtak le és végül eltévedtek. Mathias családja szerint Gary nem tett még csak utalást sem arra, hogy beszélni akarna Forbestownban élő barátaival, akiket ekkor már egy éve nem látott. Sokkal inkább várta ő és a többiek a közelgő kosárlabdameccset, amelyre nagyon izgatottan készültek.
Ennek az elméletnek mond ellent az is, hogyha eltévesztették az utat miért nem fordultak egyszerűen vissza? A vizsgálatok szerint a köves, hepehupás földúton a Mercury Montegóval igen lassan és kiszámíthatóan haladtak, így a járműben nem keletkezett semmilyen sérülés. Ebből következően még csak nem is üldözte a fiúkat senki, aki elől akár menekülniük kellett volna, de nem is siettek.
A nyomozók nem találtak magyarázatot arra sem, hogy miért hagytak hátra egy üzemképes, elegendő üzemanyaggal ellátott gépkocsit, s miért tettek meg 30 kilométert vékony ruházatban, hideg idő és hó közepette?
Ted Weiher volt az egyedüli, akinek halála okát és nagyjából történt idejét meg lehetett állapítani. Nem tudni azonban, hogy Sterling, Madruga és Huett mikor és hogyan haltak meg. Továbbá nem világos, hogy miért nem használták fel a lakókocsiban és a bódéban talált élelmet és fűtőanyagot, amivel átvészelhették volna a hideget?
A családtagok azt feltételezik, hogy a mentálisan zavart gyerekeiket valami megrémiszthette és talán irreális lépésre sarkalhatta, amely elvezetett a halálukhoz.
A rendőrség is egy teóriával állt elő az eltűnéssel kapcsolatban, miszerint, amikor az öt férfi eltévedt a földúton, akkor egy hókotrók által vágott ösvényen próbált meg kitalálni, akik egy nappal korábban dolgoztak arra. Úgy feltételezik, hogy Madruga és Sterling ekkor haltak meg fokozatos kihűlés következtében és maradtak az út két oldalán. Weiher, Mathias és Huett eljutottak a lakókocsihoz, aminek ablakát betörték, hogy bejuthassanak a hideg elől. Ekkor azonban megijedtek annak tudatában, hogy magántulajdont rongáltak meg, így még csak az ott található készletekhez sem mertek nyúlni. Miután Weiher meghalt (vagy legalábbis úgy hitték), Mathias és Huett úgy döntött elhagyják a lakókocsit, de végül ők is odavesztek.

## Lásd még
- Gyatlov-rejtély